# U2-3
U2–3 (também conhecido como Three) é o primeiro trabalho lançado pela banda de rock  irlandesa U2. As três canções do EP foram gravadas e lançadas em 1979, sendo produzidas pela própria banda com Chas de Whalley e disponível na Irlanda quando foi lançado.

## História
Three foi produzido com um de 12 polegadas e, posteriormente com um de 7 polegadas, com uma tiragem inicial de 1.000 cópias numeradas individualmente. Foi reeditado seis vezes, mas ela continua sendo uma raridade e foi lançado em CD em 2008 como parte do disco bônus no mesmo ano do relançamento do álbum de estúdio, Boy. A ordem das faixas foi determinada por uma votação sobre Dave Fanning de rádio show. "Out of Control" foi escolhido como a-side (lado A) do disco, com "Stories for Boys" e "Boy–Girl" como vice-campeões, estando com b-sides (lado B) do álbum.
Depois de Three, a banda lançou os singles "Another Day", "11 O'Clock Tick Tock" e "A Day Without Me" antes de ter lançado o álbum Boy, em 1980.
A banda realizou todas as canções de Three ao vivo no ano de formação da banda. As primeiras performances conhecidas de "Out of Control" e "Stories for Boys" teve lugar em agosto de 1979. "Out of Control" foi escrito por sobre o aniversário de dezoito anos do vocalista Bono. "Boy–Girl" também pode ter sido jogado nessa fase: Uma canção chamada "In Your Hand" pode ter sido relacionado de alguma maneira "Boy–Girl", mas não existem gravações dele. A primeira apresentação da confirmação de "Boy–Girl" teve lugar em outubro de 1979. Todas as três músicas foram regularmente realizadas durante a turnê Boy Tour em 1980-1981, apesar disso, "Boy–Girl" apareceu menos que os outros. "Stories for Boys", que estreou em uma data desconhecida, em agosto de 1979, foi usado como abridor de concerto, algumas vezes antes de ser transferido mais tarde para o setlist principal, mais perto de "Out of Control", que era tipicamente a última música a ser tocada do cojunto principal. Em meados de 1981, as três canções foram unidas para fechar o jogo principal. "Stories for Boys" foi o primeiro, seguido por "Boy–Girl" e "Out of Control". Esta trilogia durou até o final da turnê.
| Críticas profissionais | Críticas profissionais |
| Avaliações da crítica  | Avaliações da crítica  |
| Fonte                  | Avaliação              |
| ---------------------- | ---------------------- |
| All Music Guide        | link                   |

"Boy–Girl" e "Stories for Boys" não permanaceu do repertório da banda ao vivo há muito tempo após o término da turnê de Boy. "Boy–Girl" foi tocada três vezes depois, enquanto que "Stories for Boys" foi inicialmente realizado com frequência no álbum October Tour antes de ter sido removido do setlist no final de março de 1982. "Out of Control", no entanto, manteve-se em mostrar ao vivo a banda por mais tempo, girando com "Gloria" como abertura de concertos de War Tour e a primeira etapa de Unforgettable Tour. Em seguida, ele apareceu duas vezes no final de Unforgettable Tour antes de voltar esporadicamente para o setlist da terceira etapa de Joshua Tree Tour e três performances da Lovetown Tour. "Out of Control", em seguida, teve ausência de shows ao vivo de mais de 11 anos. Ele foi jogado novamente em 15 de maio de 2001 durante a turnê Elevation Tour. Depois do início das performances raras provadas ser popular pelos fãs, tornou-se mais regular no setlist da turnê. Ele foi retido na Vertigo Tour para ocasiões especiais, mas foi jogado um total de nove vezes, inclusive casos em Toronto e Los Angeles, onde o U2 realizou com bandas locais. A Vertigo Tour viu parte de "Stories for Boys" a retornar ao setlist - Bono admitiu sua relação lírica "Vertigo" por snippet de algumas letras de "Stories for Boys" no final de "Vertigo". Este trecho foi uma característica regular da mostra em primeira mão de Vertigo Tour, mas foi feito apenas esporadicamente na segunda etapa e nunca sobre as etapas posteriores. "Out of Control" voltou a ser tocada novamente ao vivo na turnê 360º em 10 de abril de 2011 em São Paulo.

## Lista de faixas
Todas as letras escritas por Bono, toda a música composta pelo U2.
| Lado 1 |                  |         |  |
| N.º    | Título           | Duração |  |
| 1.     | "Out of Control" | 3:50    |  |

| Lado 2         |                    |         |  |
| N.º            | Título             | Duração |  |
| 1.             | "Stories for Boys" | 2:39    |  |
| 2.             | "Boy–Girl"         | 3:21    |  |
| Duração total: | Duração total:     | 9:58    |  |

"Out of Control" e "Stories for Boys" foram regravadas para o primeira álbum da banda, Boy (1980). Versões ao vivo de duas músicas também foram depois apresentados em versões diferentes, como o single "Sweetest Thing" e de Live from Boston 1981 no álbum digital. Uma versão ao vivo de "Boy–Girl" foi posteriormente apresentado no single "I Will Follow". O EP original fez o seu primeiro CD em 2008, como faixa bônus sobre a reemissão de Boy.

## Parada musical
| Paradas (1979)                | Melhor posição |
| ----------------------------- | -------------- |
| Irlanda (Irish Singles Chart) | 19             |

## Pessoal
- Bono – Vocal
- The Edge – Guitarra, teclado, vocal
- Adam Clayton – Baixo
- Larry Mullen, Jr. – Bateria